# Saint-Germain-les-Belles
Saint-Germain-les-Belles is een gemeente in het Franse departement Haute-Vienne (regio Nouvelle-Aquitaine) en telt 1112 inwoners (1999). De plaats maakt deel uit van het arrondissement Limoges.

## Geografie
De oppervlakte van Saint-Germain-les-Belles bedraagt 37,2 km², de bevolkingsdichtheid is 29,9 inwoners per km².

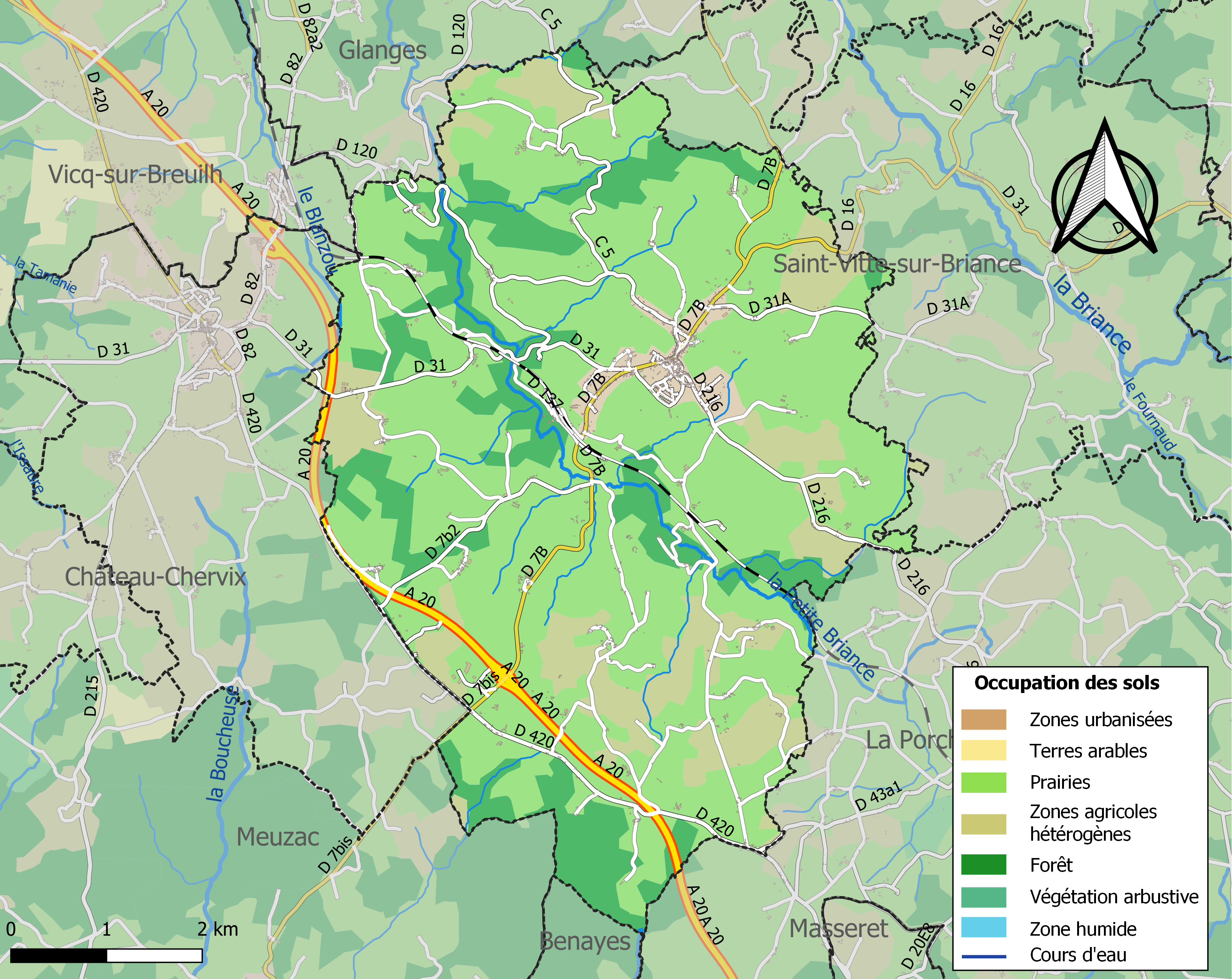
Kaart van de gemeente met de belangrijkste infrastructuur, bodemgebruik en omliggende gemeenten

## Verkeer en vervoer
In de gemeente ligt de spoorweghalte Saint-Germain-les-Belles.

## Demografie
Onderstaande figuur toont het verloop van het inwonertal (bron: INSEE-tellingen).